# Can Moret
Can Moret és una casa d'habitatge, antiga masia, del municipi de l'Armentera inclòs en l'Inventari del Patrimoni Arquitectònic de Catalunya. És una de les cases més antigues del poble. També es va dir abans Mas Espolla i Mas Viader.

## Descripció
Edifici situat a cinquanta metres de l'església de Sant Martí. És una casa entre mitgeres, de la que cal destacar la posició respecte a la resta de construccions del carrer, ja que no està al mateix nivell sinó que està més endarrerida. És una casa de pedra, de planta baixa i primer pis, amb una porta d'entrada de dimensions semblants al finestral del primer pis. Aquesta porta principal està envoltada per un encoixinat de carreus i als superiors s'hi pot veure la inscripció: JACOBUS VIADER ME FECIT - 1686. Del segon pis destaca la gran finestra emmarcada amb un marc, a la part superior del qual hi ha fris i cornisa. El fris està decorat amb tres elements circulars. Al costat d'aquesta finestra hi ha una altra finestra més petita, creada a partir de quatre grans carreus. El teulat de l'edifici és a dues vessants, amb coberta de teules.

## Història
A la llinda de la porta hi ha la següent inscripció: 1686. Jacobus viader me fecit.